# Haditengerészeti emlékmű
A budapesti Haditengerészeti hősi emlékmű egy monumentális első világháborús emlékmű volt az egykori Horthy Miklós híd (ma Petőfi híd) budai hídfőjének északi oldalán, amely a Császári és Királyi Haditengerészetnek és a világháborúban hősi halált halt magyar tengerészeknek állított emléket. Az emlékmű a híddal egy időben készült el és 1937. október 10-én avatták fel. 1945. január 14-én a visszavonuló német csapatok a hidat felrobbantották, ekkor az emlékmű is megsérült. A háború után fel sem merült a felújítása, jelentése annyira egybeforrt az akkor tendenciózusan ellenségként megítélt egykori kormányzóval.

## Leírása

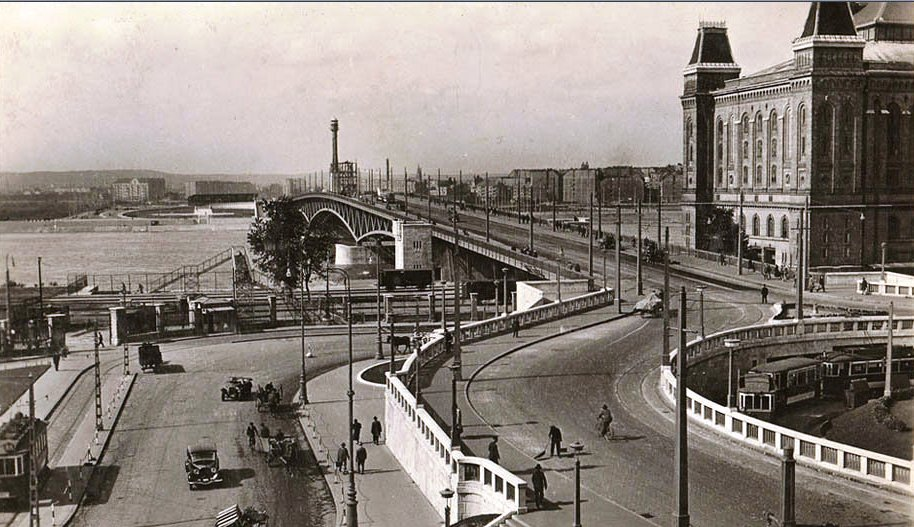
A Petőfi híd (akkor Horthy Miklós híd) háború előtti állapotában, a Boráros térről nézve, háttérben a Haditengerészeti emlékmű világítótornya

Az emlékmű 22 méteres vasbeton talapzatát, melyet Miskolczy László építész tervezett, a hídpillérhez illesztették. Ebből egy hajóorr nyúlt ki, amelyet a kormányzó egykori zászlóshajójáról, az SMS Novara gyorscirkálóról mintáztak meg, amint a tengert hasítja. Rajta Szentgyörgyi István hétméteres, kétalakos bronz szoborcsoportját helyezték el: egy hajókürtöst, amint figyelmét a „Támadás Géniuszának” alakjára irányítja. A talapzat tetejére a fiumei világítótorony 30 méteres, kicsinyített másolata került, amelynek belsejébe a hídról (a talapzaton keresztül) csigalépcsőn lehetett feljutni. Szintén a talapzaton belül alakítottak ki egy kis múzeumot és emlékhelyet, amely a Cs. és Kir. Haditengerészet relikviáit őrizte. A talapzaton a következő felirat szerepelt: A CS. ÉS KIR. HADITENGERÉSZET ÉS MAGYAR HŐSI HALOTTAI EMLÉKÉNEK.

## Története
Az emlékművet egy sor tervezett első világháborús emlékmű első tagjaként állították fel. Habár Magyarországot mind tengeri kijáratától, mind tengeri flottájától megfosztották az első világháború után, Horthy Miklós szerepe miatt mégis kiemelt jelentősége volt a haditengerészet emlékezetének a korszakban. Az emlékművet egy hónappal a kormányzóról elnevezett híd átadása után avatták fel ünnepélyes keretek között, az avatóbeszédet norwalli Konek Emil altengernagy tartotta. 
Az Emlékműbizottság 1936. december 4-én zárt ülésen döntött a pályázatról. Az első dijat Bócza József, Kislégi Nagy István és Boldogfai Farkas Sándor pályaműve nyerte. A pályamű világítótornyot ábrázol, oldalán hajórommal, amelyen szárnyas angyal áll. A második dijat Miskolczy László építész és Pekry Lajos szobrász terve kapta. A harmadik díjat Kollár Gyula építésznek és Kallós Elek szobrásznak adták. Ezenkívül hat pályaművet megvásárolt a bírálóbizottság. A 45 pályázó között szerepelt Kisfaludi Strobl Zsigmond, Szentgyörgyi István, Falus Elek, Kallós Ede, Maróthy Géza, Ligeti Miklós, Sarolta Frigyes, valamint Hoffmann Béla. Nagy összegű díjakat osztottak ki, az eredményt azonban nem találták teljesen kielégítőnek és így egy szűkebb körű pályázatot hirdettek, melyen a felszólított művészek vettek részt. Kivitelre végül Szentgyörgyi István és Miskolczy László terve került.
Az emlékmű a híd felrobbantásakor megsérült. A hidat 1952-ben építették újjá, az emlékmű maradványait elbontották.
2012-ben egy minisztériumi nyilvános listán szerepelt egy szerződés az emlékmű újjáépítésére, később ezt tévedésnek minősítették, a listát módosították.
- A Haditengerészet Emlékművének avatása - 1937. október 10.
- Az emlékmű maradványai a híd felrobbantása után (1945)